# Iwan Prokofjewitsch Prokofjew
Iwan Prokofjewitsch Prokofjew (russisch Иван Прокофьевич Прокофьев; * 24. Januarjul. / 4. Februar 1758greg. in St. Petersburg; † 10. Februarjul. / 22. Februar 1828greg. ebenda) war ein russischer Bildhauer und Hochschullehrer.

## Leben
Prokofjew, Sohn des Stallmeisters Prokofi Iwanow, absolvierte das Schulpensionat an der Kaiserlichen Akademie der Künste und studierte dann ab 1771 dort in der von Nicolas-François Gillet geführten Bildhauerei-Klasse. Für seine Arbeiten erhielt er zwei Silbermedaillen und eine Goldmedaille. 1776 wurde er in die von Fjodor Gordejewitsch Gordejew geführte Klasse für historische Skulptur versetzt.
Zum Abschluss seines Studiums 1779 erhielt Prokofjew zum weiteren Studium ein Auslandsstipendium, mit dem er nach Paris reiste. Er lernte Werke der Antike, der Renaissance und des Barocks kennen und studierte Anatomie und Marmorbearbeitung. Von der Académie des Beaux-Arts erhielt er für seinen Mose (1782) und seinen Morpheus zwei Silbermedaillen und für sein Basrelief Auferweckung eines Toten mit dem Stock des Elischa 1783 eine Goldmedaille.
1784 kehrte Prokofjew zurück. Seine Reise unterbrach er in Berlin und Stettin. Er arbeitete in der Preußischen Akademie der Künste und übernahm Privataufträge für Porträts. Im Sommer 1784 war er wieder in St. Petersburg. 1785 ernannte ihn die Akademie der Künste zum Akademiemitglied für seine Skulptur Aktaion auf der Flucht vor seinen Hunden. Dazu wurde er mit seiner Morpheus-Statue Adjunkt-Professor an der Akademie. Mehrere seiner Werke wurden von der Eremitage erworben. Im staatlichen Auftrag schuf er Werke für die Kasaner Kathedrale, die Akademie der Künste, das Schloss Pawlowsk, die Kirche des Schlosses Gattschina und andere Kirchen und den Neptunbrunnen am Schloss Peterhof. Für
Alexander Fjodorowitsch Labsin und seine Frau Anna Jewdokimowna Labsina schuf er zwei Terrakotta-Porträtbüsten. Den Giebel der von Jean-François Thomas de Thomon gebauten Börse schmückten Statuen von Prokofjew und Feodossi Fjodorowitsch Schtschedrin.
Erst 1800 wurde Prokofjew zum Professor ernannt. Als Lehrer wurde er sehr geschätzt, so dass ihm 1802 die verwaiste Klasse Michail Iwanowitsch Koslowskis übergeben wurde. Außerdem leitete er die Medaillenklasse und unterrichtete Marmorbearbeitung. 1821 erlitt er während des Unterrichts an der Akademie einen Schlaganfall, worauf sein rechter Arm und sein rechtes Bein gelähmt waren. Trotzdem arbeitete er weiter und stellte offenbar mit Helfern vier große Reliefs für das Militärwaisenhaus fertig. Seine letzte Arbeit war die Porträtbüste des polnischen Schriftstellers Trębicki 1822.

## Werke

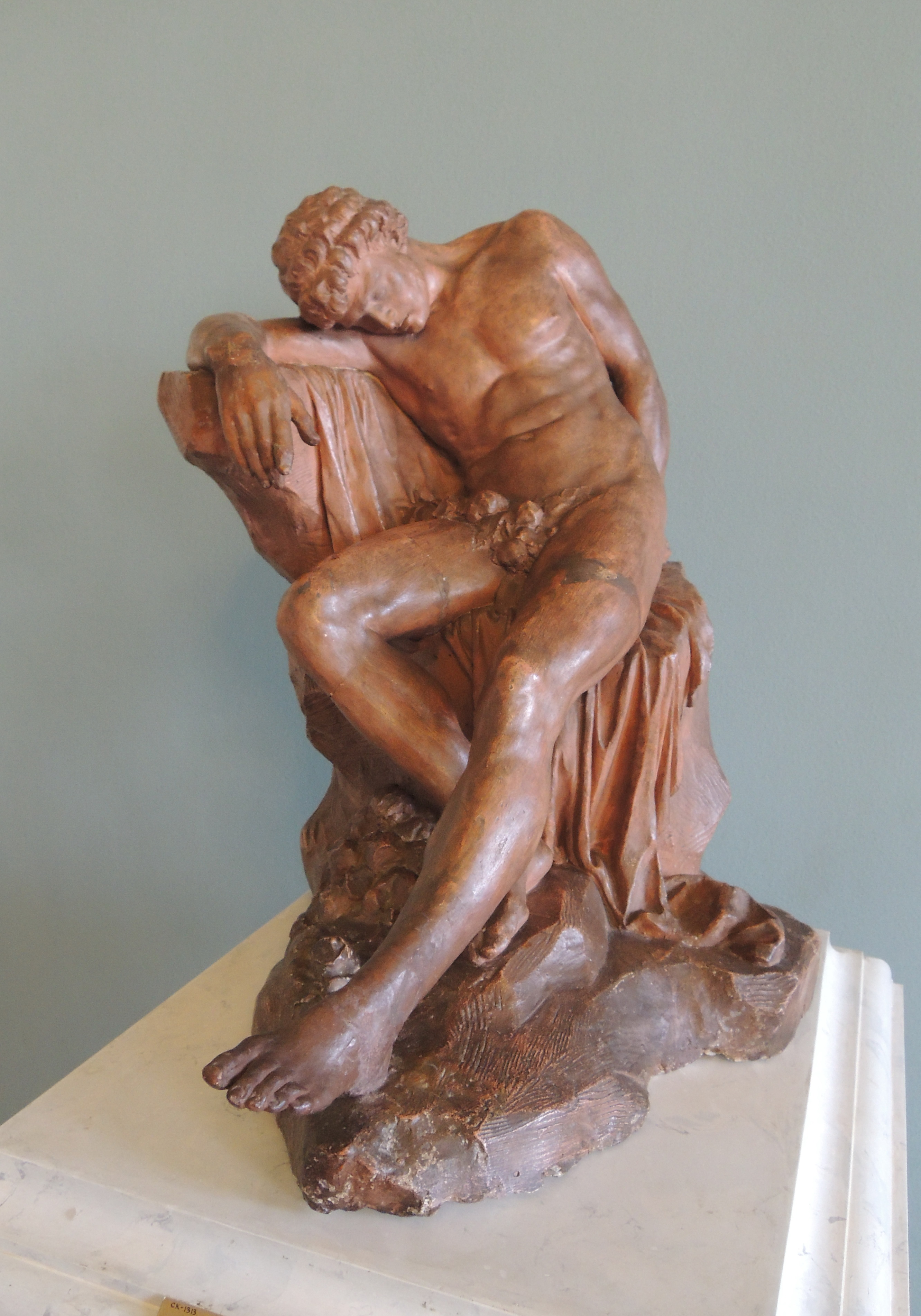
Morpheus (1782), Russisches Museum
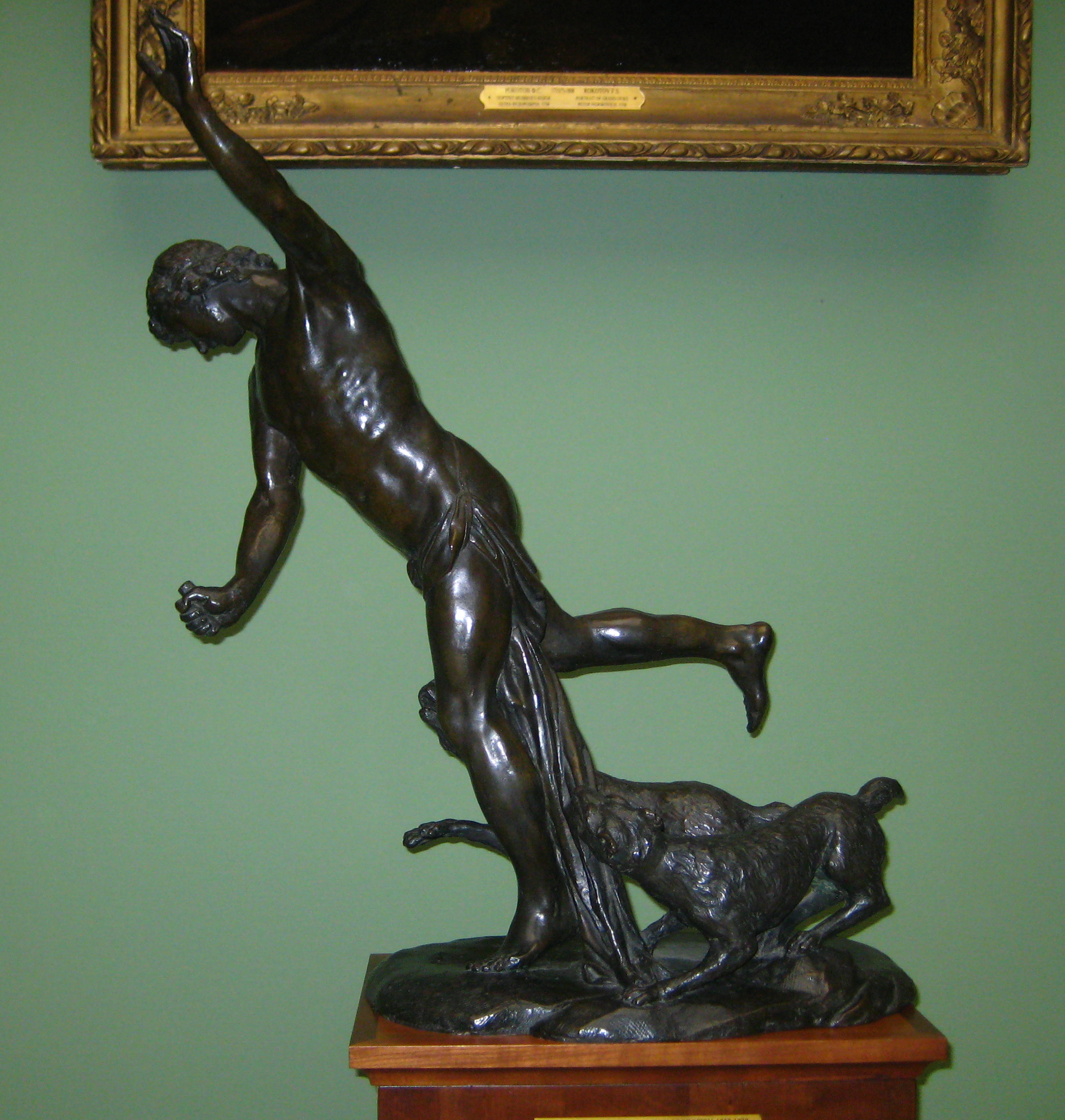
Aktaion (1785), Tretjakow-Galerie
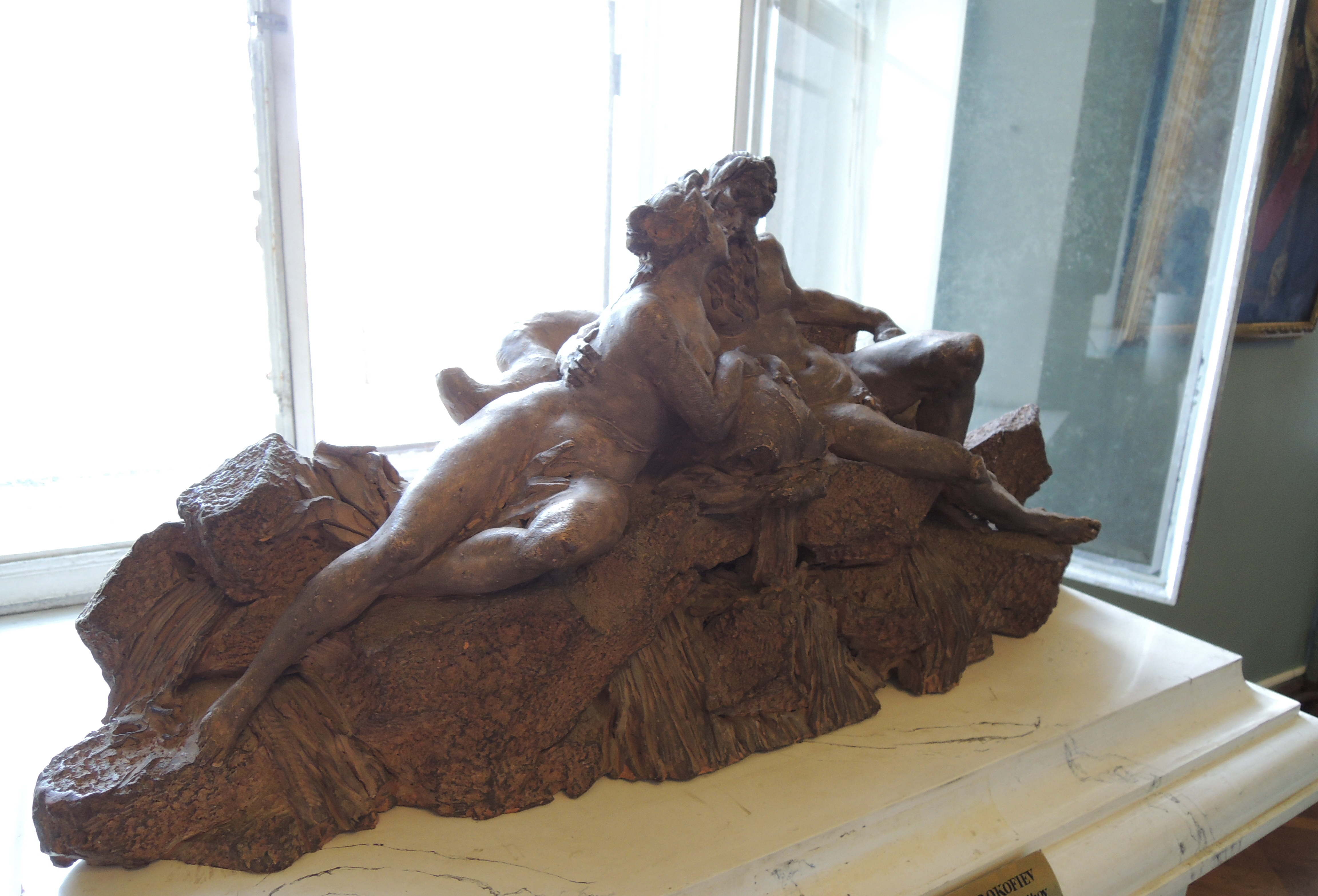
Vereinigung von Wolchow und Newa (1801), Russisches Museum
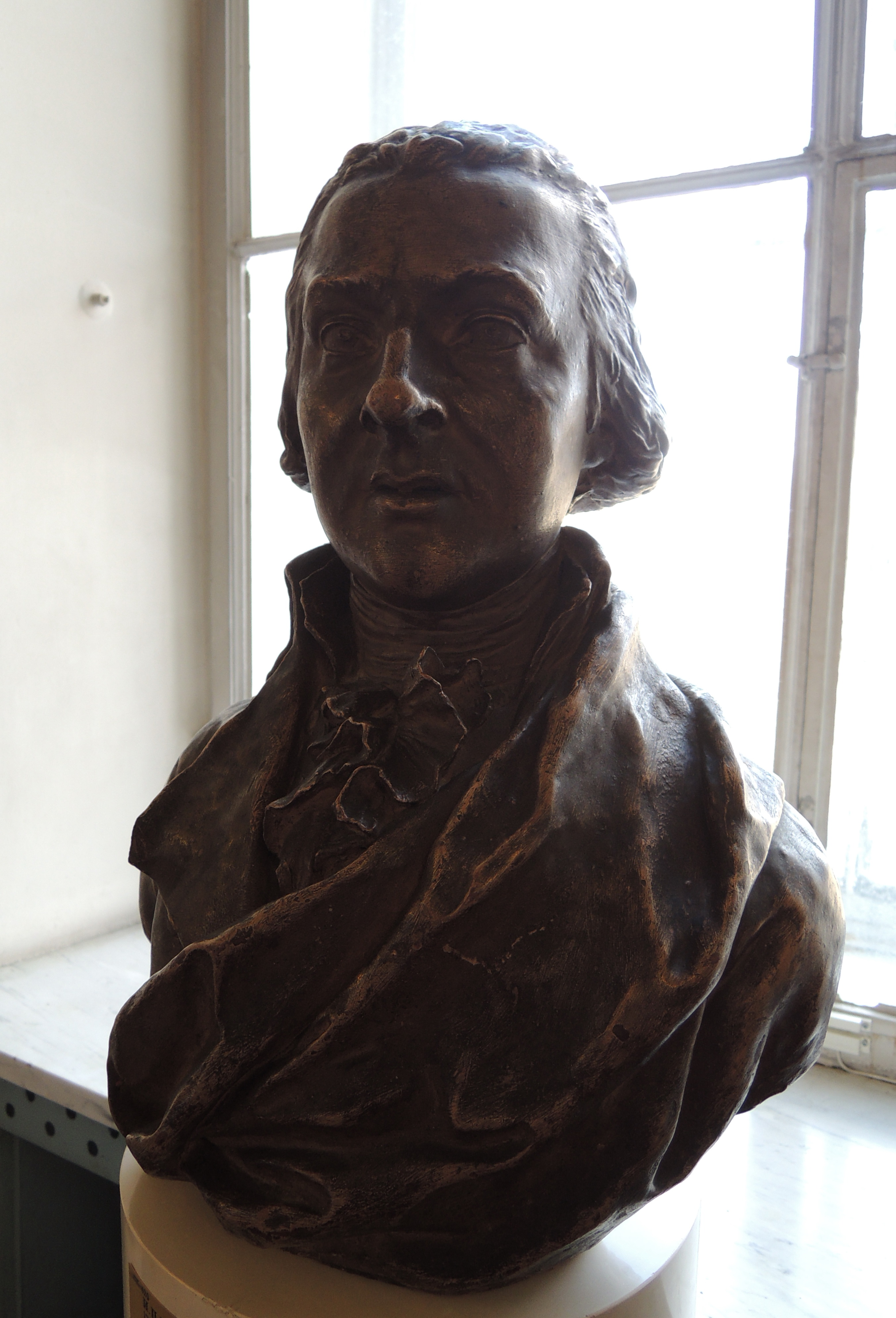
Alexander-Labsin-Büste (1802), Russisches Museum
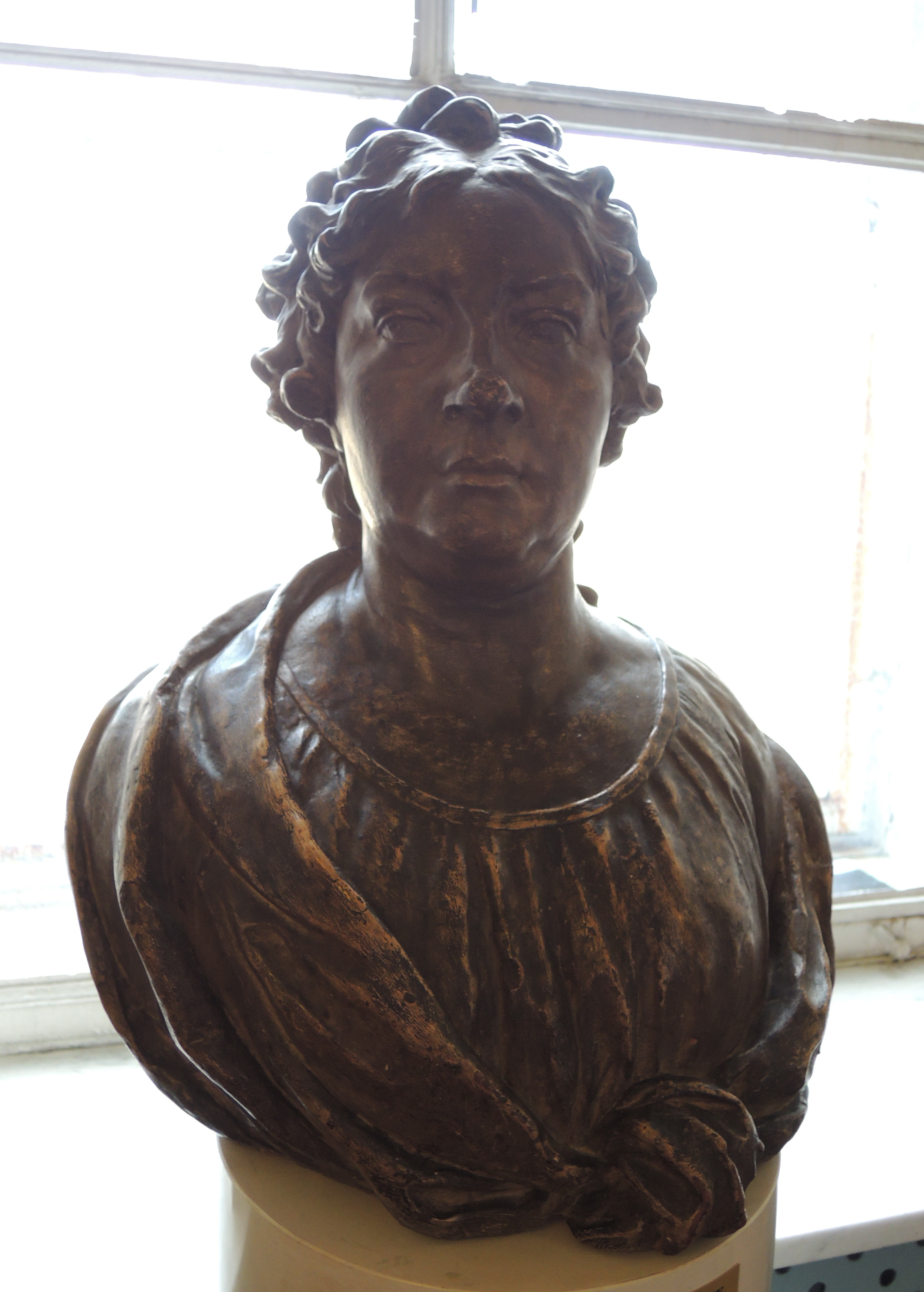
Anna-Labsin-Büste (1802), Russisches Museum
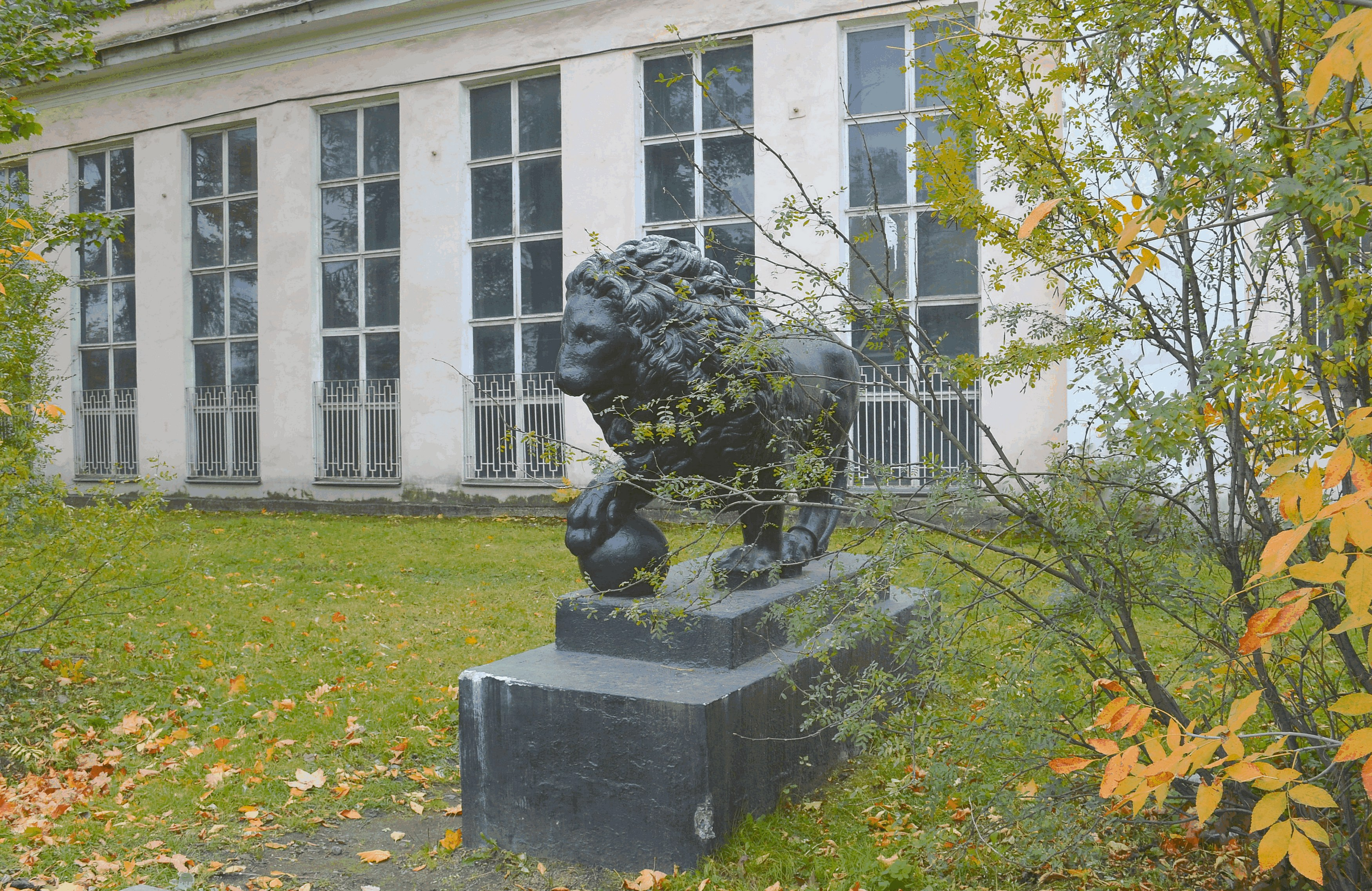
Löwe (Alexander-Gusseisenwerk), Obuchowskoi oborony prospekt 123–125, St. Petersburg